# Lars Bay Larsen
Lars Bay Larsen (* 1953) ist ein dänischer Jurist und Richter am Europäischen Gerichtshof.

## Leben
Lars Bay Larsen studierte Politische Wissenschaften und Rechtswissenschaften an der Universität Kopenhagen. Von 1983 bis 1985 war er Beamter im dänischen Justizministerium und 1985/86 Referatsleiter beim Advokatsamfund. Ab 1986 arbeitete er als Referatsleiter im Justizministerium, war ab 1991 Abteilungsleiter und wurde 1995 Leiter des Polizeidienstes. Außerdem war er von 1995 bis 2000 Vertreter Dänemarks im K4‑Ausschuss, von 1996 bis 1998 in der Zentralen Schengen-Gruppe und von 1998 bis 2000 im Europol-Management-Board. Im Januar 2000 begann er eine Tätigkeit als Leiter des Juristischen Dienstes im Justizministerium und wurde 2003 Richter am Højesteret.
Seit dem 11. Januar 2006 ist Larsen dänischer Richter am Europäischen Gerichtshof in Luxemburg. Er leitet die dritte Kammer.